# Landebaëron
Landebaëron är en kommun i departementet Côtes-d'Armor i regionen Bretagne i nordvästra Frankrike. Kommunen ligger i kantonen Bégard som tillhör arrondissementet Guingamp. År 2022 hade Landebaëron 169 invånare.

## Befolkningsutveckling
Antalet invånare i kommunen Landebaëron
Referens:INSEE